# トライやる・ウィーク
トライやる・ウィークは、兵庫県が、1995年の阪神・淡路大震災、1997年の神戸連続児童殺傷事件を機に中学生に働く場を見せて学習させようとする趣旨から、県内の公立中学校に通う2年生を対象として1998年度から実施されている職場体験、福祉体験、勤労生産活動など、地域での様々な体験活動である。一部の国立・私立中学校においては、実施されていない。
一週間、中学2年生が職場体験などを通して地域について学び「生きる力」を育むことを目的としている。また、教員にも生徒よりも期間が短い「先生のトライやる・ウィーク」と称する職場研修が課せられている。高校においても、同様の行事が別の名称で行われることがある。
姫路市出身の松浦亜弥が、トライやる・ウィークで保育所に職場体験に行った際のレポートが姫路市立図書館に所蔵されている。

## 受け入れ先
学校・PTA・地域の人などからなる「トライやる推進委員会」が受け入れ先を確保している。
例
- 幼稚園、保育所、小学校、専修学校、図書館、公民館、県立教育施設など
- 役所、消防署、警察署など官公庁
- 福祉施設、医療機関
- 生協、農協、漁協などの協同組合
- ガソリンスタンド、郵便局などサービス業
- 神社、仏閣などの宗教施設
- バス、鉄道、空港など交通機関
- 農家、漫画家、牧場、個人商店などの自営業
- 新聞社、放送局（自治体のケーブルテレビの場合もある）などのマスメディア（生徒たちで取材・編集した事象を掲載・放送する）

## 時期及び期間
- 主に春（5月か6月ごろ）か秋（11月ごろ）に各市町ごとに決めて行われている。期間は連続した5日間である。
- 基本的に5日間連続で職場体験が行われるが、加古川市立浜の宮中学校のみ、職場体験4日と地域活動1日が行われる。地域活動は大字ごとにわかれてPTAや地域ボランティアが中心となって体験する。地域のあたたかさや、町の美しさに気付くために実施されている。
- 教員のトライやる・ウィークは、主に夏休みに行われる。

## 他の職場体験との違い
- 期間が5日と極めて長い。
- 活動地域が校区内に限らず、行動範囲が時には100キロ近くなることがある（原則として県外には出ない）。また、他校の生徒と一緒に活動することもある。
- 施設により受け入れ人数が大きく違う。少ない所は1人から、多い所は10人以上である。
- トライやる・ウィークが受け入れ施設の宣伝になっている点もこの行事の特徴である。これは、トライやる・ウィークの兵庫県民への浸透度がかなり高く、受け入れることで、社会貢献に積極的というイメージが働くためである。施設によっては、1年中「トライやる・ウィーク受け入れ先」のステッカーを貼っているところもある。
- この行事の日にかかる交通費などの資金、及び保険の掛け金などは兵庫県が全額負担する。そのため、この行事にかかる費用の個人負担は皆無に近い。但し、昼食は自己負担である（給食がある事業所は給食、それ以外は弁当となる）。